# Top 80 cm K (E)
Top 80 cm K (E), poznat pod nazivom Schwerer Gustav (hrv. teški Gustav), bio je top kalibra 800 mm kojeg je tijekom Drugog svjetskog rata koristio Treći Reich. Dizajnirala ga je i proizvela koncem 1930-ih godina tvrtka Friedrich Krupp AG.
Sveukupna masa topa iznosila je 1350 tona, domet je bio oko 40 kilometara. Smatra se najvećim topničkim oružjem ikad korištenim u ratovima.
Wehrmacht ga je uništio 1945. godine kako ne bi dospio u ruke Crvene armije.

## Tehničke karakteristike
- masa: 1350 t
- masa cijevi: 400 t
- duljina / širina / visina: 47,30 m / 7,10 m / 11,60 m
- kalibar: 800 mm
- duljina cijevi: 32,48 m
- maksimalni nagib: 65 °
- snaga dizelske lokomotive: 2 × 940 KS

- vrste streljiva:
  - protuoklopni projektil
    - masa: 7100 kg
    - duljina: 6,79 m

  - eksplozivna granata
    - masa: 4800 kg
    - duljina: 8,26 m

  - prodor
    - čelik: 1 m
    - armirani beton: 7 m
    - beton: 10 m
    - tlo: 32 m

## Galerija
- Schwerer Gustav u usporedbi s ljudskim likovima i OTR-21 (lansirnim vozilom za balističke projektile).
- 80 cm granata u usporedbi s tenkom T-34/85 (u pozadini)
- Model